# Nhũ hương (nhựa Boswellia spp.)

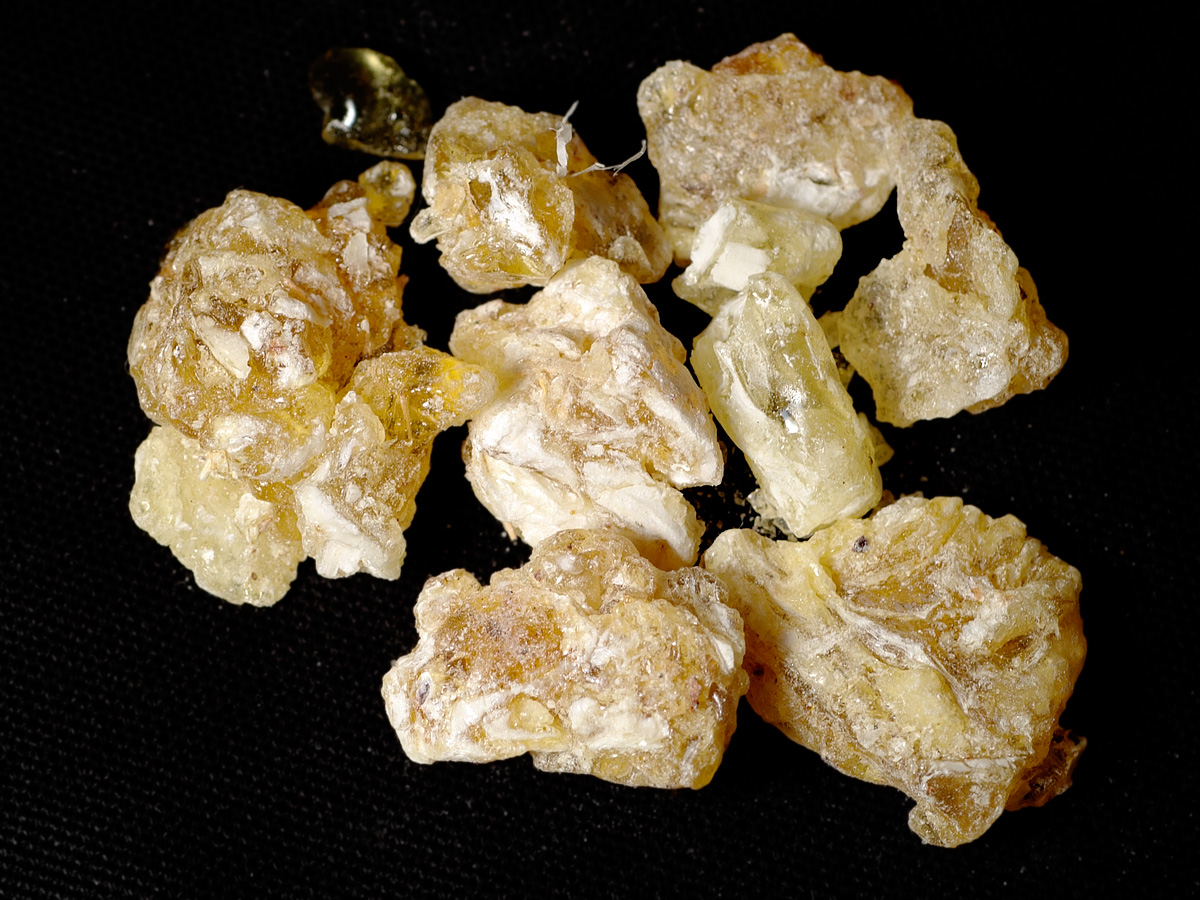
Nhũ hương từ Yemen.

Nhũ hương là một loại nhựa thơm được dùng làm nguyên liệu trong hương đốt và nước hoa, được lấy từ cây của nhiều loài thuộc chi Boswellia, đặc biệt là B. sacra, B. frereana, B. serrata, và B. papyrifera. Nhũ hương được nhắc đến trong Kinh thánh Hebrew, đây cũng là một trong ba vật phẩm được tặng cho Hài nhi Giêsu.